# اندیس مرمریت ۲۹۸ ۸
مرمریت ۲۹۸۸ یک اندیس مصالح ساختمانی است که در حوالی شهر سعادت آباد استان فارس قرار دارد و مادهٔ معدنی موجود در آن، مرمریت است.  